# Kingdom (südkoreanische Fernsehserie)
Kingdom (koreanischer Originaltitel: 킹덤) ist eine südkoreanische Zombieserie, basierend auf dem Manhwa Das Land der Götter von Kim Eun-hee, Youn In-wan und Yang Kyung-il. Die Serie wurde am 25. Januar 2019 weltweit auf Netflix veröffentlicht. Die Premiere der zweiten Staffel fand am 13. März 2020 auf Netflix statt. Am 23. Juli 2021 wurde zudem mit Kingdom: Ashin of the North eine einzelne Sonderepisode in Spielfilmlänge auf Netflix veröffentlicht.

## Handlung

### 1. Staffel
Im mittelalterlichen Korea der Joseon-Dynastie scheint der König an Pocken erkrankt zu sein. Allerdings gibt es Zweifel. Es kommen Gerüchte auf, der König sei tot. Kaum jemand habe den König gesehen. Die Königin lässt den besorgten Kronprinzen Chang nicht in den Palast. Zudem scheinen die Soldaten auf Cho Hak-ju, den Führer des Haewon-Cho-Clans, zu hören. Eines Tages schleicht sich Kronprinz Chang in den Palast und bemerkt einen fauligen Geruch in dem abgetrennten Bereich, der dem König vorbehalten ist, sowie ein Wesen, das Geräusche wie ein Tier macht. Genau erkennen kann er es jedoch nicht. Der König ist nicht auffindbar. Dieser habe den Palast kurzzeitig verlassen, wird dem Kronprinzen auf seine Frage hin mitgeteilt.
Durch Muyeong findet Chang heraus, dass der Arzt Lee Seong-hui aus Dongnae den König behandelt hat. Er beschließt, ihn aufzusuchen, um der Sache auf den Grund zu gehen. Allerdings wurde der Ort von einer Seuche heimgesucht. Dr. Lee ist einige Tage zuvor dort eingetroffen, mit dem Leichnam seines Assistenten Dan-i. Dieser wurde vom König gebissen und erkrankte, erlag dann auch dieser Krankheit. Da es kaum was zu essen gibt, stiehlt Yeongsin heimlich den Leichnam und kocht ihn, damit die Dorfbewohner Essen haben. Jedoch verwandelte dies die Bewohner in Zombies.
Chang hört sich um und stößt bei seinen Nachforschungen auf ein Kraut, wodurch Tote zum Leben erweckt werden können. Dr. Lee habe daran gearbeitet. Dabei trifft er auf Lees Assistentin Seo-bi. Sie erzählt ihm von dem Kraut. Seobi schloss die Zombies im Krankenhaus Jiyulheon bei Dongnae ein. Allerdings informierten Chang und Muyeong die Beamten von Dongnae, die die Leichen einsammelten. Seobi erzählt jedoch, diese würden bei Nacht zum Leben erwachen und Menschen angreifen, die sich nach einem Biss dann auch verwandeln.
Als sie wieder im Dorf eintreffen, wird es dunkel und die Untoten verwandeln sich und greifen die Menschen an. Gemeinsam mit seinem Gefährten Muyeong kann er die Nacht überleben und sich am Tag darauf die Aufzeichnungen von Dr. Lee ansehen. Dabei findet er heraus, dass der König tatsächlich starb und Dr. Lee ihn auf Anweisung von Cho Hak-ju wieder ins Leben holte. Chang folgert, dass der Cho-Clan einen Machtverlust mit ihm als König fürchtete. Stattdessen soll nun das ungeborene Kind auf den Thron. Der König soll deshalb bis zur Geburt im Zustand eines Zombies gehalten werden. Dazu hat die Königin den Palast unzugänglich abriegeln lassen. Die Gelehrten sind allerdings skeptisch aufgrund von Gerüchten aus dem Inneren des Palasts.
Derweil beschließt Chang, den Fürsten Ahn Hyeon, der im ganzen Land großes Ansehen genießt, in Sangju aufzusuchen. Aus dem Umland werden schwangere Frauen in den Palast eingeladen und dort, scheinbar grundlos, zuvorkommend behandelt. Es stellt sich heraus, dass die Königin gar nicht schwanger ist. Sie trägt eine Bauchattrappe und wartet darauf, dass eine der Frauen einen Jungen gebiert, der als Thronfolger dienen kann. Die Untoten beginnen nun bereits am Tage zu erwachen. Es wird klar, dass nicht Tag und Nacht ausschlaggebend sind, sondern die Temperatur.

## Produktion
Ursprünglich war Kingdom auf eine Staffel mit acht Episoden ausgelegt. Allerdings wurde der Etat schon mit sechs Episoden voll ausgeschöpft und sogar überschritten. Jede Episode kostete durchschnittlich 2 Milliarden Won (ca. 1,78 Millionen US-Dollar). Noch vor der Ausstrahlung kündigte Netflix-CEO Reed Hastings eine zweite Staffel an. Regisseur Kim Seong-hun sagte, er werde bei der zweiten Staffel nicht Regie führen, aber vielleicht als Berater zur Seite stehen. Die Dreharbeiten der zweiten Staffel begannen im Februar 2019. Die erste Folge der zweiten Staffel entstand erneut unter der Regie von Kim Seong-hun, bei den restlichen fünf Episoden übernahm Park In-je den Regiestuhl.
Nach der Veröffentlichung der Sonderepisode Kingdom: Ashin of the North wurde mit der Planung für die dritte Staffel begonnen.

## Besetzung und Synchronisation

### Hauptdarsteller
| Rolle                 | Schauspieler    | Hauptrolle (Folgen)          | Synchronsprecher      |
| --------------------- | --------------- | ---------------------------- | --------------------- |
| Kronprinz Lee Chang   | Ju Ji-hoon      | 1.01–2.06                    | Sascha Draeger        |
| Seo-bi                | Bae Doona       | 1.01–2.06                    | Kristina von Weltzien |
| Yeong-shin            | Kim Sung-kyu    | 1.01–2.06                    | Johannes Semm         |
| Königin Cho           | Kim Hye-jun     | 1.01–2.06                    | Franciska Friede      |
| Cho Hak-ju            | Ryu Seung-ryong | 1.01–2.04                    | Jürgen Holdorf        |
| Mu-yeong              | Kim Sang-ho     | 1.01–2.03, 2.04 (Rückblende) | Konstantin Graudus    |
| Magister Cho Beom-pal | Jun Suk-ho      | 1.02–2.06                    | Jens Wendland         |

### Nebendarsteller
| Rolle           | Schauspieler  | Nebenrolle (Folgen)          | Synchronsprecher |
| --------------- | ------------- | ---------------------------- | ---------------- |
| Kim Sun         | Kim Jong-soo  | 1.01–1.05, 2.03–2.06         | Michael Bideller |
| Cho Beom-il     | Jung Suk-won  | 1.01–1.02, 2.03–2.04         | Nicolas König    |
| Lee Seung-hui   | Kwon Bum-taek | 1.01, 1.02–1.03 (Rückblende) | Peter Weis       |
| Fürst Ahn Hyeon | Heo Joon-ho   | 1.03, 1.05–2.03              | Joshy Peters     |

## Episodenliste

### Staffel 1
| Nr. (ges.)                                                                           | Nr. (St.) | Deutscher Titel | Originaltitel | Regie         | Drehbuch    |
| ------------------------------------------------------------------------------------ | --------- | --------------- | ------------- | ------------- | ----------- |
| 1                                                                                    | 1         | Folge 1         | 1화           | Kim Seong-hun | Kim Eun-hee |
| 2                                                                                    | 2         | Folge 2         | 2화           | Kim Seong-hun | Kim Eun-hee |
| 3                                                                                    | 3         | Folge 3         | 3화           | Kim Seong-hun | Kim Eun-hee |
| 4                                                                                    | 4         | Folge 4         | 4화           | Kim Seong-hun | Kim Eun-hee |
| 5                                                                                    | 5         | Folge 5         | 5화           | Kim Seong-hun | Kim Eun-hee |
| 6                                                                                    | 6         | Folge 6         | 6화           | Kim Seong-hun | Kim Eun-hee |
| Am 25. Januar 2019 wurden alle Folgen der ersten Staffel bei Netflix veröffentlicht. |           |                 |               |               |             |

### Staffel 2
| Nr. (ges.)                                                                          | Nr. (St.) | Deutscher Titel | Originaltitel | Regie         | Drehbuch    |
| ----------------------------------------------------------------------------------- | --------- | --------------- | ------------- | ------------- | ----------- |
| 7                                                                                   | 1         | Folge 1         | 1화           | Kim Seong-hun | Kim Eun-hee |
| 8                                                                                   | 2         | Folge 2         | 2화           | Park In-je    | Kim Eun-hee |
| 9                                                                                   | 3         | Folge 3         | 3화           | Park In-je    | Kim Eun-hee |
| 10                                                                                  | 4         | Folge 4         | 4화           | Park In-je    | Kim Eun-hee |
| 11                                                                                  | 5         | Folge 5         | 5화           | Park In-je    | Kim Eun-hee |
| 12                                                                                  | 6         | Folge 6         | 6화           | Park In-je    | Kim Eun-hee |
| Am 13. März 2020 wurden alle Folgen der zweiten Staffel bei Netflix veröffentlicht. |           |                 |               |               |             |

### Sonderepisode
| Nr.                                                                  | Deutscher Titel             | Originaltitel | Regie         | Drehbuch    |
| -------------------------------------------------------------------- | --------------------------- | ------------- | ------------- | ----------- |
| 1                                                                    | Kingdom: Ashin of the North | 킹덤: 아신전  | Kim Seong-hun | Kim Eun-hee |
| Am 23. Juli 2021 wurde die Sonderepisode bei Netflix veröffentlicht. |                             |               |               |             |

## Rezeption

### Im englischsprachigen Raum
Auf der Aggregatorseite Rotten Tomatoes erhielt die erste Staffel ein Tomatometer-Rating von 93 % basierend auf der Auswertung von 14 Kritiken, von denen 13 als überwiegend positiv (fresh) und 1 als überwiegend negativ (rotten) eingeschätzt wurden. Die durchschnittliche Bewertung betrug dabei 8,0 von 10 Punkten. Für die zweite Staffel ergab sich ein Tomatometer-Rating von 100 % basierend auf 8 Kritiken, die alle positiv ausfielen. Die durchschnittliche Bewertung lag nun bei 8,3 von 10 Punkten.
Rafael Motamayor (The Observer) meint, dass Kingdom politische Intrigen im Stile von Game of Thrones mit der Sozialkritik von Parasite vermische und dies vor dem Hintergrund einer ausbrechenden Zombie-Pandemie. Die Serie zeige, wie eine Gesellschaft langsam aufgrund von Egoismus, Verantwortungslosigkeit und Inkompetenz der regierenden Schichten untergeht.
Mark Zoller Seitz (Vulture) sieht Kingdom als eine Parabel auf eine Gesellschaft mit einem Todeswunsch, die unaufhaltsam weiter zerfällt, da die Gesellschaft nicht willens ist, einen Systemwechsel vorzunehmen, der nötig wäre, um dem Verfall aufzuhalten. Die Serie sei innerhalb des Zombie-Genre deshalb so bemerkenswert, weil sie ein detailliertes Panorama des gesellschaftlichen Zerfalls beschreibe, der letztendlich zu einer Zombie-Apokalypse führe im Gegensatz zu den meisten Werken des Genres, deren Handlung lediglich während oder nach der Apokalypse spielt.

### Im deutschsprachigen Raum
Manuel Kellerhals (Blick) schreibt, dass Kingdom alles besitzt, was zu einem guten Zombie-Drama gehöre. Die Serie sei blutig, spannend und unterhaltsam, zudem besitze sie mit dem mittelalterlichen Korea als Schauplatz ein unkonventionelles Setting mit exzellenten Schauwerten.
Nathanael Häfner (Musikexpress) sieht Kingdom als eine Mischung von Game of Thrones und The Walking Dead und meint, dass sie dem Zombie-Genre einen dringend benötigten frischen Wind verschaffe. Er zeigt sich begeistert davon wie Machtpolitik und Palastintrigen im Korea des 16. Jahrhunderts mit einer Zombie-Geschichte kombiniert und aufwendig inszeniert werden.
Sabine Horst (Die Zeit) beschreibt die Serie als „eine Mischung aus Kostümdrama, Kampfkunstfilm und Zombie-Splatter“. Kingdom verpulvere in jeder Folge so viele Einfälle „als reichte ihr Fundus für die Unsterblichkeit“. Noch entscheidender für das Gelingen sei aber die Entscheidung, „das fantastisch-apokalyptische Geschehen ohne Zynismus zu präsentieren“.